# 绿春悬钩子
绿春悬钩子（学名：Rubus luchunensis）为蔷薇科悬钩子属的植物，为中国的特有植物。分布在中国大陆的云南等地，生长于海拔1,700米的地区，常生长在生常绿阔叶林以及林缘，目前尚未由人工引种栽培。

## 异名
- Rubus luchunensis Yu et Lu var. coriaceus Yu et Lu